# 雅韶镇
雅韶镇，是中华人民共和国广东省阳江市阳东区下辖的一个乡镇级行政单位。

## 行政区划
雅韶镇下辖以下地区：
雅韶社区、雅韶村、八一村、八二村、津浦村、五丰村、平岚村和笏朝村。

## 中国传统村落
2013年8月，阳江雅韶十八座被评为第二批中国传统村落。